# Argyrodes gazedes
Argyrodes gazedes är en spindelart som beskrevs av Benoy Krishna Tikader 1970. Argyrodes gazedes ingår i släktet Argyrodes och familjen klotspindlar. Inga underarter finns listade i Catalogue of Life.